# Kent Haruf
Alan Kent Haruf (Pueblo, 24 de febrero de 1943-Salida, 30 de noviembre de 2014) fue un escritor estadounidense.

## Biografía
Haruf nació en Pueblo (Colorado) y es hijo de un ministro metodista. En 1965, se graduó en la Nebraska Wesleyan University, donde impartiría clases más tarde.
Antes de convertirse en escritor, Haruf trabajó en una variedad de oficios, incluida una granja de pollos en Colorado, una empresa de construcción en Wyoming, un hospital de rehabilitación en Denver, un hospital en Phoenix, una biblioteca presidencial en Iowa, una escuela secundaria alternativa en Wisconsin y universidades en Nebraska e Illinois y como maestro de inglés en el Cuerpo de Paz en Turquía. Se fue a vivir con su esposa, Cathy, en Salida (Colorado), hasta su muerte en 2014. Tuvo tres hijas de su primer matrimonio.
Todas sus novelas tienen lugar en la ciudad ficticia de Holt, en el este de Colorado. Holt se basa en Yuma (Colorado), una de las residencias de Haruf a principios de la década de los 80. Su primera novela, "The Tie That Binds" (1984), recibió un Whiting Award y un Hemingway Foundation / PEN Award. "Where You Once Belonged" le siguió en 1990. Varios de sus cuentos han aparecido en revistas literarias.
Su siguiente novela Plainsong fue publicada en 1999 y se convirtió en un bestseller en Estados Unidos. Verlyn Klinkenborg lo describió como "una novela tan cuadrada, tan delicada y hermosa, que tiene el poder de exaltar al lector." Plainsong ganó el Premio Mountains & Plains Booksellers y el Premio Maria Thomas in Fiction y fue finalista en el Premio Nacional del Libro en la cetegoría de ficción.
Eventide, secuela de Plainsong, fue publicada en 2004. Library Journal lo describe como "una narración honesta que es convincente y suena verdadera". Jonathan Miles lo vio como una "repetición "y "demasiado bienintencionada." La tercera novela de la trilogía es Benediction publicada en 2014.
En verano de 2014 Haruf finalizó su última novela, Our Souls at Night, que fue publicada póstumamente en 2015. Lo completó justo antes de su muerte y está llevada al cine con el mismo nombre por Ritesh Batra y protagonizada por Robert Redford y Jane Fonda.
En noviembre de 2014, Haruf murió en su casa a Salida (Colorado) a la edad de 71 años por problemas pulmonares.

## Obra

### Novelas
- 1984: El vínculo más fuerte (The Tie That Binds)
- 1990: Where You Once Belonged
- 1999: La canción de la llanura (Plainsong) (Trilogía de Holt 1)
- 2004: Al final de la tarde (Eventide) (Trilogía de Holt 2)
- 2013: Bendición (Benediction)[6] (Trilogía de Holt 3)[7]
- 2015: Nosotros en la noche (Our Souls at Night)[8]

### Ensayos
- "The Making of a Writer". Granta Magazine,: "Fate". London: Granta, 2014.

### Otros
- 2008: West of Last Chance (en colaboración con Peter Brown)